# Campionat del món d'escacs de 1948
El Campionat del món d'escacs de 1948 va ser jugat per un quintuple sistema de lliga per determinar el nou campió del món d'escacs després de la mort de l'anterior campió Alexander Alekhine el 1946. El torneig va passar sota el control del títol del campionat a la FIDE, la Federació d'Escacs Internacional que havia estat fundada el 1924. Mikhail Botvinnik va guanyar el campionat format per cinc jugadors, i axí començant l'era de dominació soviètica en els escacs internacionals que durarien uns vint anys sense interrupció.

## Interregne
Anteriorment, un nou campió del món havia guanyat el títol en derrotar el campió anterior en un matx. La mort d'Alekhine va crear un interregne (buit entre regnats) que va fer que el procediment normal fos impossible. La situació era molt confosa, amb molts respectables jugadors i comentaristes que varen ofererir solucions diferents. La FIDE va trobar una molt difícil organització sobre les primeres discussions per com resoldre l'interregne per problemes amb diners i viatjar tan aviat després del final de Segona Guerra Mundial va impedir que molts països enviessin representants – més notablement la Unió Soviètica. L'escassetat d'informació clara va resultar que les revistes publiquessin rumors i especulacions, la qual va fer només que la situació fos més confosa.
La solució eventual va ser molt similar a la proposta inicial de la FIDE i a una proposta avançada per la Unió Soviètica. El Torneig d'AVRO del 1938 va ser utilitzat com la base pel Campionat del 1948. El torneig d'AVRO hi havia aplegats els vuit jugadors que eren, per aclamació general, els millors jugadors del món en aquell temps. Dos dels participants a AVRO – Alekhine i el campió del món anterior José Raúl Capablanca – havien mort; però la FIDE va decidir que els altres sis participants a AVRO jugarien un torneig per sistema lliga a quatre voltes. Aquests jugadors eren: Max Euwe (dels Països Baixos), Mikhail Botvinnik, Paul Keres i Salo Flohr (de la Unió Soviètica), i Reuben Bé i Samuel Reshevsky (dels Estats Units).
La proposta va ser modificada lleugerament, quan a la Unió Soviètica li va ser permesa substituir Flohr per Vasily Smyslov, un jove jugador que havia emergit durant els anys de guerra i era evidentment més fort. Reuben va decidir per no jugar, per raons no del tot clares. Hi havia una proposta que fos reemplaçat per Miguel Najdorf, però al final el torneig va ser jugat únicament amb cinc jugadors, i amb cinc voltes pel sistema lliga.

## Campionat
Abans del torneig, Botvinnik va ser considerat el favorit a causa de la seva victòria a Groningen el 1946 i el seu resultats anteriors a la guerra.
Keres i Reshevsky eren veterans de la competició internacional.
Tot i que Euwe ja va ser anteriorment campió del món, el seu joc era poble d'ençà de Groningen.
Smyslov no era massa conegut a occident, mentre que només havia aparegut en dues competicions internacionals: a Groningen fou tercer i segon a Varsòvia el 1947.
Els soviètics varen portar un gran contingent d'aproximadament vint-i-un persones incloent-hi els jugadors Botvinnik, Keres i Smyslov, els seus segons Viacheslav Ragozin, Alexander Tolush i Vladimir Alatortsev respectivament, els corresponsals Igor Bondarevsky, Salo Flohr i Andor Lilienthal, el membre del comitè d'adjudicació Alexander Kotov, el dirigent del grup Postnikov, un doctor privat de Moscou i la dona i la filla petita de Botvinnik.
La delegació dels Estats Units va portar una sola persona—Reshevsky va viatjar sol i Lodewijk Prins va ser escollit al darrer instant per ser el seu segon. Theo van Scheltinga va ser el segon d'Euwe.
El torneig va ser jugat en part a La Haia (del 2 al 25 de març), i en part a Moscou (de l'11 d'abril al 17 de maig).
Botvinnik va esdevenir el sisè campió del món d'escacs en guanyar el torneig convincentment amb 14 punts de 20. També va tenir una major puntuació en contra tots els altres jugadors. Smyslov va ser segon amb 11 punts, només al capdavant de Keres i Reshevsky amb 10½. L'excampió Euwe estava en mala forma, i va acabar darrer amb 4 punts de 20.

### Puntuacions
| Jugador                            | Rd 5 | Rd 10 | Rd 15 | Rd 20 | Rd 25 |
| ---------------------------------- | ---- | ----- | ----- | ----- | ----- |
| Mikhaïl Botvínnik (Unió Soviètica) | 3½   | 6     | 9     | 12    | 14    |
| Vassili Smislov (Unió Soviètica)   | 2    | 4     | 5½    | 8½    | 11    |
| Paul Keres (Unió Soviètica)        | 2    | 4     | 6½    | 7½    | 10½   |
| Samuel Reshevsky (Estats Units)    | 2½   | 4½    | 6     | 8½    | 10½   |
| Max Euwe (Països Baixos)           | 0    | 1½    | 3     | 3½    | 4     |

| Jugador                            | Botvinnik | Smyslov   | Keres     | Reshevsky | Euwe      | Punts |
| ---------------------------------- | --------- | --------- | --------- | --------- | --------- | ----- |
| Mikhaïl Botvínnik (Unió Soviètica) | –         | ½ ½ 1 ½ ½ | 1 1 1 1 0 | 1 ½ 0 1 1 | 1 ½ 1 ½ ½ | 14    |
| Vassili Smislov (Unió Soviètica)   | ½ ½ 0 ½ ½ | –         | 0 0 ½ 1 ½ | ½ ½ 1 ½ ½ | 1 1 0 1 1 | 11    |
| Paul Keres (Unió Soviètica)        | 0 0 0 0 1 | 1 1 ½ 0 ½ | –         | 0 ½ 1 0 ½ | 1 ½ 1 1 1 | 10½   |
| Samuel Reshevsky (Estats Units)    | 0 ½ 1 0 0 | ½ ½ 0 ½ ½ | 1 ½ 0 1 ½ | –         | 1 ½ ½ 1 1 | 10½   |
| Max Euwe (Països Baixos)           | 0 ½ 0 ½ ½ | 0 0 1 0 0 | 0 ½ 0 0 0 | 0 ½ ½ 0 0 | –         | 4     |

## Controvèrsia
Quan Keres va perdre els seus primers quatre partides contra Botvinnik, de vegades s'aixequen les sospites que a Keres se'l va forçar per "tirar" partides per permetre a Botvinnik guanyar el campionat. L'historiador d'escacs Taylor Kingston va investigar tota l'evidència disponible i arguments, i va concloure que els oficials dels escacs soviètics varen donar Keres fortes pressions per no obstaculitzar Botvinnik en l'intent de guanyar el campionat del món. Botvinnik va descobrir això només de forma suspitosa durant el torneig i va protestar tan fortament que va fer enfadar als oficials soviètics. Keres probablement no va perdre les partides intencionadament davant Botvinnik o qualsevol altre del torneig.